# Everis A. Hayes

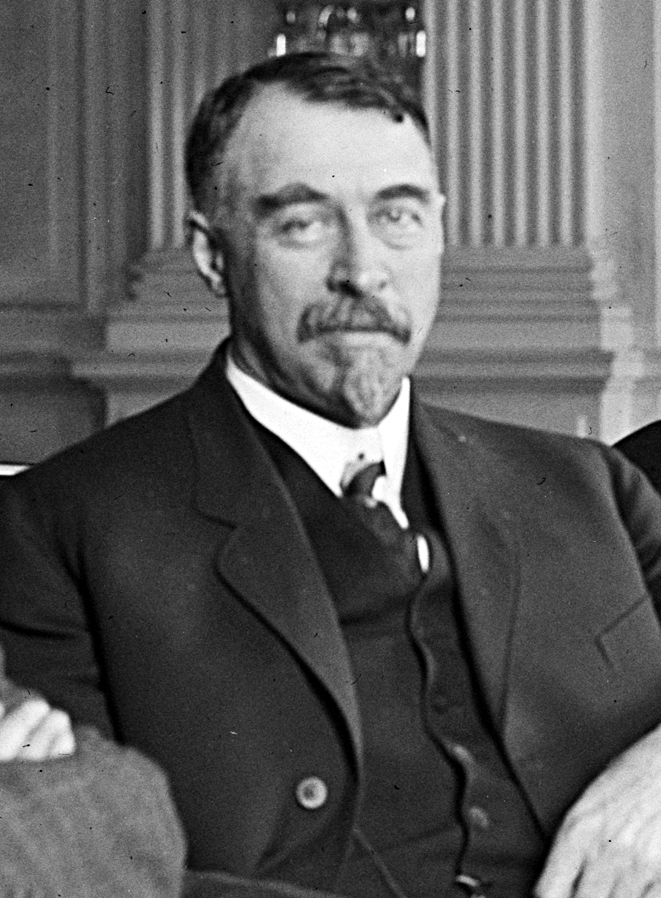
Everis A. Hayes (1912)

Everis Anson Hayes (* 10. März 1855 in Waterloo, Jefferson County, Wisconsin; † 3. Juni 1942 in San José, Kalifornien) war ein US-amerikanischer Politiker. Zwischen 1905 und 1919 vertrat er den Bundesstaat Kalifornien im US-Repräsentantenhaus.

## Werdegang
Everis Hayes besuchte die öffentlichen Schulen seiner Heimat einschließlich der Waterloo High School, die er im Jahr 1873 abschloss. Nach einem anschließenden Jurastudium an der University of Wisconsin–Madison und seiner 1879 erfolgten Zulassung als Rechtsanwalt begann er in Madison in diesem Beruf zu arbeiten. Im Jahr 1883 zog er nach Ashland und 1886 nach Hurley, wo er ebenfalls als Anwalt praktizierte. Für kurze Zeit wurde er in Ironwood (Michigan) im Eisenbergbau tätig, ehe er nach San José in Kalifornien zog. In seiner neuen Heimat arbeitete er auch im Bergbau und im Obstanbau. Im Jahr 1901 verlegte er mit seinem Bruder die Zeitung San José Daily Mercury Herald. Gleichzeitig schlug er als Mitglied der Republikanischen Partei eine politische Laufbahn ein.
Bei den Kongresswahlen des Jahres 1904 wurde Hayes im fünften Wahlbezirk von Kalifornien in das US-Repräsentantenhaus in Washington, D.C. gewählt, wo er am 4. März 1905 die Nachfolge von William J. Wynn antrat. Nach sechs Wiederwahlen konnte er bis zum 3. März 1919 sieben Legislaturperioden im Kongress absolvieren. Seit 1913 vertrat er dort als Nachfolger von Sylvester C. Smith den achten Distrikt seines Staates. In seine Zeit im Kongress fiel der Erste Weltkrieg. Außerdem wurden im Jahr 1913 der 16. und der 17. Verfassungszusatz ratifiziert.
Im Jahr 1919 wurde Everis Hayes nicht wiedergewählt. Nach dem Ende seiner Zeit im US-Repräsentantenhaus widmete er sich wieder seiner journalistischen Aufgabe in San José. Außerdem war er nach wie vor am Eisenbergbau in Ironwood und neuerdings auch in Sierra City beteiligt. Er starb am 3. Juni 1942 in San José.